# Björn Berntson
Björn Berntson, född 9 juli 1916 i Halmstad, död 20 oktober 1998 i Västerleds församling, Stockholm, var en svensk arkitekt.
Berntson, som var son till direktör A.L. Berntson och Olga Svensson, avlade studentexamen i Halmstad 1936 och utexaminerades från Kungliga Tekniska högskolan 1942. Han var assistent vid Kungliga Tekniska högskolan 1942–1943 och anställd vid Radiotjänst (sedermera Sveriges Radio och Sveriges Television) 1943–1982, där han var chef för byggnadsbyrån. Han var akustikkonsult i diverse projekt 1943–1982, som egen företagare från 1982. Björn Berntson är begravd på Norra begravningsplatsen utanför Stockholm.